# Максим Лебедюк
Максим Лебедюк (англ. Maksym Lebediuk, нар. 22 травня 2005) — український легкоатлет, який спеціалізується в штовханні ядра.

## Спортивні досягнення
- Чемпіон України серед юнаків U18 у приміщенні (Суми 2021)(Суми 2022)
- Чемпіон України серед юнаків U18 (Львів 2021)
- Переможець літньої гімназіади україни з легкої атлетик(Івано-Франківськ 2021)
- Чемпіон України серед юнаків U18(Івано-Франківськ 2021)